# Horse Shoeing
Pour plus de détails, voir Fiche technique et Distribution.
Horse Shoeing est un court métrage documentaire en noir et blanc américain réalisé en 1893 par William Kennedy Laurie Dickson.

## Fiche technique
- Titre original : Horse Shoeing
- Réalisation, production et scénario : William Kennedy Laurie Dickson
- Durée : 1 minute
- Genre : court métrage et documentaire dramatique
- Format : 1.33:1 - noir et blanc - muet

## Distribution
- William Kennedy Laurie Dickson